# بارت بانتينغ
بارت بانتينغ (بالإنجليزية: Bart Bunting)‏ هو متزحلق جبال الألب أسترالي، ولد في 19 يوليو 1976.